# Slovenien i Junior Eurovision Song Contest
Slovenien debuterade i Junior Eurovision Song Contest 2014 och har till och med 2015 deltagit 2 gånger. Beskedet om landets debut möttes av mycket stor uppmärksamhet bland möjliga deltagare. Det nationella TV-bolaget RTV Slovenija arrangerade uttagningarna till tävlingen.

## Deltaganden genom åren
| År                     | Artist         | Bidrag        | Översättning        | Plats | Poäng |
| ---------------------- | -------------- | ------------- | ------------------- | ----- | ----- |
| 2014                   | Ula Ložar      | Nisi sam      | Du är inte ensam    | 12    | 29    |
| 2015                   | Lina Kuduzović | Prva ljubezen | Den första kärleken | 3     | 112   |
| Deltar inte sedan 2016 |                |               |                     |       |       |